# Maison Czartoryski
La maison Czartoryski, armoiries Pogoń Litewska, est une famille princière polonaise issue des Gédiminides. Elle a joué un grand rôle dans l'histoire de la Pologne et compte dans ses rangs plusieurs hommes d'État, ministres, diplomates, et deux bienheureux.

## Histoire
Konstanty Czartoryski, mort vers 1390, petit-fils du grand-duc de Lituanie Ghédimin et duc de Czartorysk (en), une petite ville située en Volhynie, est à l'origine de la maison Czartoryski.
D'abord orthodoxes, les membres de la famille se convertissent au catholicisme au cours du XVIe siècle. 
La famille a formé deux lignées. La plus importante avait son fief à Klevan, l'autre à Korets. Cette dernière s'est éteinte en 1810 avec Józef Klemens Czartoryski. La famille était à l'apogée de sa puissance aux XVIIIe et XIXe siècles. Mais déjà du temps de la république des Deux Nations, elle avait joué un rôle de premier plan. Les Czartoryski ont soutenu l'union de la Lituanie à la Pologne scellée en 1569 à Lublin.  
Au XVIIIe siècle, Konstancja Czartoryska épouse Stanisław Poniatowski. L'un des enfants issus de cette union, Stanisław August Poniatowski, deviendra roi de Pologne en 1764. 
Les princes Czartoryski sont apparentés aux familles royales européennes depuis qu’en 1872 le prince Władysław Czartoryski (1828-1894) a épousé la princesse Marguerite d’Orléans (1846-1893), fille du duc de Nemours et de la princesse Victoria de Saxe-Cobourg-Gotha. Leur arrière-petit-fils, le prince Adam Czartoryski, chef de famille est le cousin germain du roi Juan Carlos d’Espagne.
En 1917, durant la révolution d'Octobre, Clementicek Czartoryski adopte le nom de Clementicek Zagorski, pour échapper aux purges communistes de Lénine et part à l'aventure en tant qu'explorateur. Revenant de son exil avec sa famille, il reprend les terres familiales en Ukraine, devient agriculteur et meurt en 1936 laissant son fils Franciszek Zagorski s'occuper de l'exploitation familiale jusqu'à l'arrivée des soldats allemands. La famille est alors séparée et envoyée dans différents camps nazis. Un des fils de Clementicek, Zygmund Zagorski-Czartoryski, est envoyé à Auschwitz et périt dans les chambres à gaz.

## Personnalités

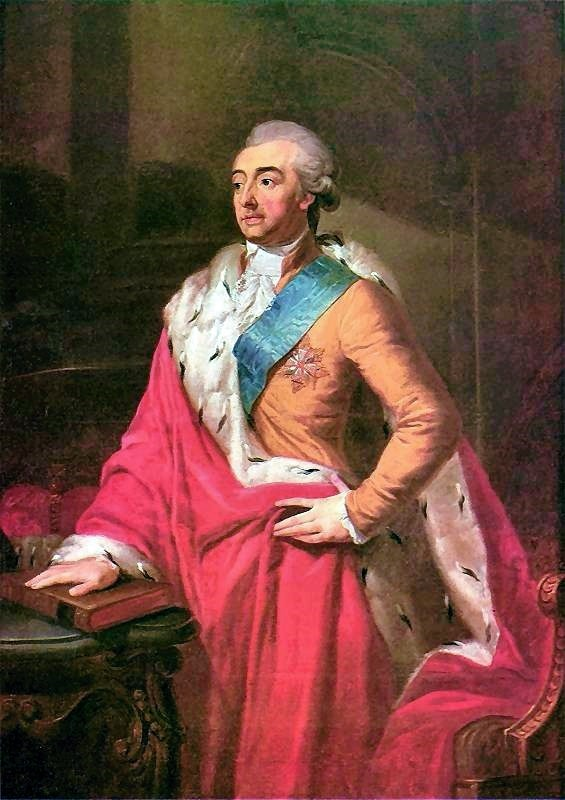
Adam Czartoryski (1734-1823), maréchal de la Diète de Pologne

Les personnalités de cette famille sont, par année de naissance :
- Konstanty Czartoryski (†1388/1392)
- Wasyl Konstantynowicz Czartoryski (†1416)
- Michał Wasylewicz Czartoryski (†1489)
- Fiodor Michałowicz Czartoryski (†1542)
- Iwan Federowicz Czartoryski (†1566/67)
- Aleksander Fiodorowicz Czartoryski (1517-1571)
- Jerzy Czartoryski (†1626)
- Mikołaj Jerzy Czartoryski (1603-1662)
- Kazimierz Florian Czartoryski (1620-1674)
- Michał Jerzy Czartoryski (1621-1662)
- Jan Karol Czartoryski (vers 1626-1680)
- Józef Czartoryski (†1750)
- Kazimierz Czartoryski (1674-1741)
- Michał Fryderyk Czartoryski (1696-1775)
- August Aleksander Czartoryski (1697-1782)
- Stanisław Kostka (†1766)
- Konstancja Poniatowska née Czartoryska (1700–1759)
- Teodor Kazimierz Czartoryski (1704-1768)
- Antonina Czartoryska (en) (1728-1746)
- Józefa Aleksandra Czartoryska (pl) (1730-1798)
- Adam Kazimierz Czartoryski (1734-1823), écrivain et homme politique, maréchal de la diète de Pologne.
- Elżbieta Izabela Lubomirska née Czartoryska (1736-1816)
- Józef Klemens Czartoryski (1740-1810)
- Maria Wirtemberska née Czartoryska (1768-1854)
- Zofia Czartoryska (1778-1837)
- Klementyna Sanguszko née Czartoryska (1780-1852)
- Teresa Lubomirska née Czartoryska (1785–1868)
- Józefina Maria Potocka née Czartoryska (1787-1862)
- Konstanty Marian Czartoryski (1822-1891)
- Jerzy Konstanty Czartoryski (1828-1912)

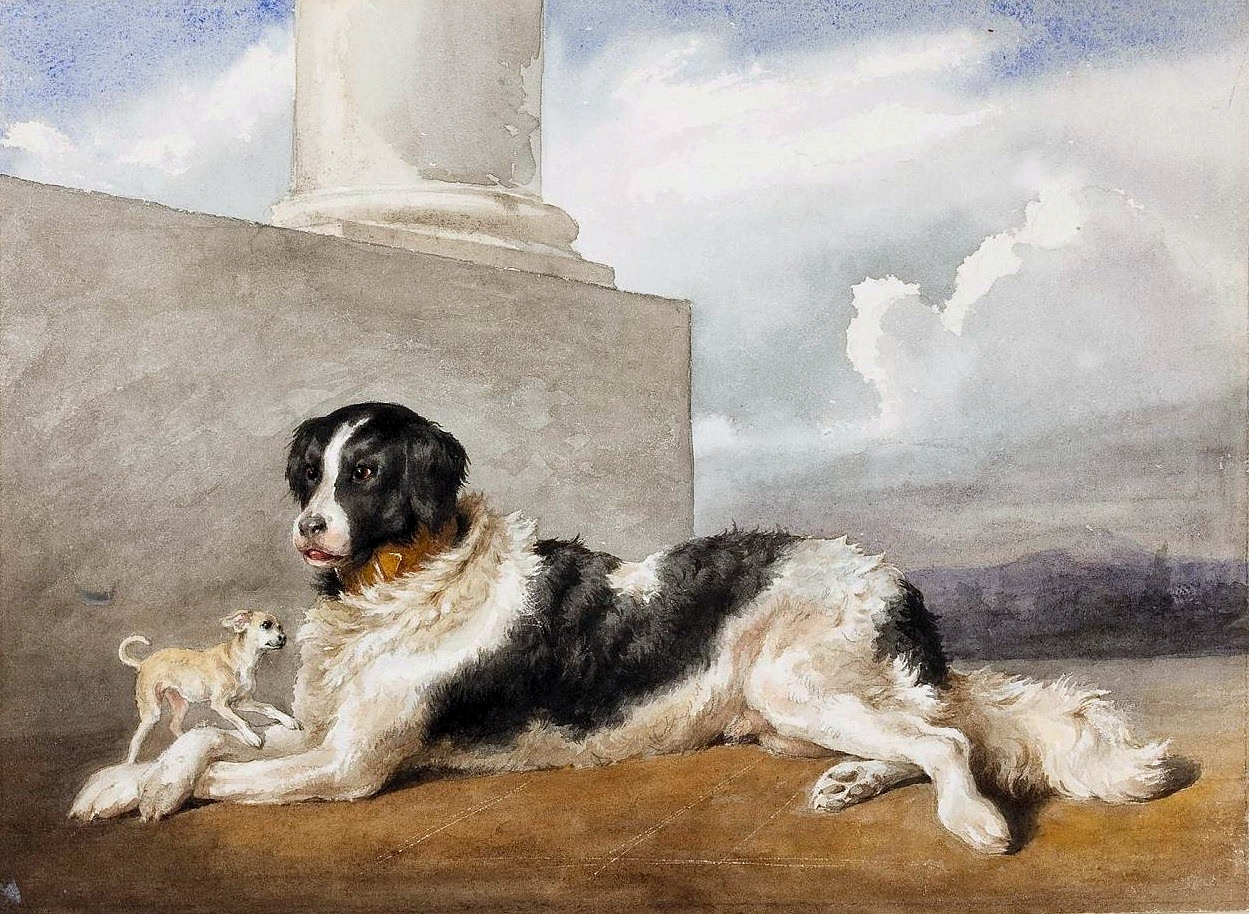
Sultan et Rosette, Chiens des princes Czartoryski
Rosa Bonheur, vers 1850
Musée national de Varsovie

- Adam Jerzy Czartoryski (1770-1861), écrivain, diplomate, ministre russe, président du Conseil des ministres de la Russie impériale, puis président du gouvernement polonais. Lors de leur exil en France, avec son épouse Anna Zofia Sapieha il acquièrent l’Hôtel Lambert en 1843 où elle se dévoue entièrement à la cause des émigrés polonais[1]. Ils ont quatre enfants :
  - Witold Adam Czartoryski (1822-1865)
  - Władysław Czartoryski (1828-1894), homme politique et collectionneur, fondateur du musée Czartoryski.
  - Leon Jerzy,
  - Izabella Elżbieta Działyńska née Czartoryska (1832-1899). Są mère Anna Zofia Sapieha, lui donna en 1846 l'hôtel Lambert, centre culturel et politique de l'émigration polonaise à Paris.

La peintre animalière Rosa Bonheur qui réalise l'aquarelle de ces deux chiens entretient des relations avec les représentants de la communauté polonaise émigrée à Paris, notamment ceux centrés autour de l'Hôtel Lambert.
- Auguste Czartoryski (1858-1893), prêtre salésien de Don Bosco, béatifié en 2004.
- Witold Leon Czartoryski (1864-1945)
- Clementicek Czartoryski-Zagorski (1866-1936)
- Konstanty Czartoryski (pl) (1867-1869)
- Adam Ludwik Czartoryski (1872-1937), officier, collectionneur.
- Witold Kazimierz Czartoryski (1876-1911)
- Kazimierz Jerzy Czartoryski (pl) (1892-1936)
- Włodzimierz Alfons Czartoryski (en) (1895–1975)
- Mária Lázár née Czartoryski (hu)(1895–1983), actrice hongroise
- Jan Franciszek Czartoryski, en religion Michel Czartoryski (1897-1944), prêtre dominicain, martyr béatifié en 1999.
- Roman Jacek Czartoryski (en) (1898-1958)
- Franciszek Zagorski-Czartoryski (1901-1959)
- Małgorzata Izabella Czartoryska (1902-1929)
- Elżbieta Bianka Zamoyska née Czartoryska (1905–1989)
- Zygmund Zagorski-Czartoryski (1906-1946)
- Adam Michał Czartoryski (en) (1906-1998)
- Augustyn Józef Czartoryski (1907-1946)
- Piotr Michał Zagorski-Czartoryski (1908-1993)
- Piotr Michał Czartoryski (en) (1909-1993)
- Adolf Zagorski-Czartoryski (1924-1983)
- Paweł Czartoryski (en) (1924-1999)
- Stanislas Zagorski-Czartoryski (1926-1995)
- Urszula Czartoryska (pl) (1934-1998)
- Stanisław Czartoryski (pl) (1939-2021)
- Adam Karol Czartoryski (1940-), collectionneur, mécène, dirigeant de fédération sportive et de fondation culturelle.
- Andrew Czartoryski de Surrey, (1977-)
- Tamara Czartoryska (en) (1978-)
- Anna Czartoryska (pl) (1984-)